# Il motorino
Il motorino è un film italiano del 1984 diretto da Ninì Grassia, che ha curato anche la produzione, la sceneggiatura e il soggetto.

## Trama
Mario Esposito è un cantante senza fortuna. Sua moglie Daniela lo abbandona e gli affida il figlio Salvatore. Scompare e si fa viva con lui dopo molti anni e chiede di prendersi il figlio, ma Mario non cede, entra nel giro della malavita grazie al boss camorrista Vincenzo Ruoppolo e viene arrestato.
Lei approfitta e prende con sé Salvatore, il quale non sa che ella sia sua madre, e gli regala il motorino da tanto tempo atteso. Salvatore passa la giornata con gli amici in giro per la città sul motorino.
Mario ritorna libero e Daniela raccomanda l'uomo ad un impresario musicale, intraprendendo una storia d'amore con Paola, la nipote di Daniela e questo gli costa il lavoro.
Ma poi Sal ha un incidente con il motorino, e la circostanza fa riavvicinare Daniela al marito, con il quale ritorna a vivere. Ciò grazie al generoso amante, il quale si fa in disparte e fa riunire la famiglia, a cui risolve tutti i problemi economici.

## Cast
Nel cast appaiono insieme, con i loro nomi d'arte, i cantanti Mario Da Vinci e Sal da Vinci, che all'epoca aveva 15 anni, suo figlio nella vita e nella pellicola.
In locandina il primo nome è quello di Lino Crispo (nel ruolo di Pasquale), seguito da Bianca Sollazzo e Eleonora Vallone, da Mariangela Giordano e dal noto cantante Nunzio Gallo.

## Produzione
Il film è prodotto dalla casa Ninfea Cinematografica di Mario Grassia, ed è stato girato tra Napoli e Castel Volturno (fraz. Pinetamare).

La scena più nota del film si svolge presso il Parco della Rimembranza di Napoli.